# プンツォ・ナムゲル2世
プンツォ・ナムゲル2世（Phuntsog Namgyal II, 1733年 - 1780年）は、インド、シッキム王国（ナムゲル朝）の第5代君主（在位：1733年 - 1780年）。

## 生涯
1733年、父王ギュルメ・ナムゲルの死により、王位を継承した。父王は後継者なくして死亡したが、尼僧が妊娠しており、その死後に生まれたのが彼である。
1769年、ゴルカ王国の君主プリトビ・ナラヤン・シャハがネパール王国を建国すると、東方に向けて進出した。その際、ギュルメ王の強制徴用に反発していたリンブー族はネパール軍に協力し、勢いづいたネパール軍はシンガリラ山脈の西の領土と、タライ地方ではティスタ川までも占領した。
1780年、プンツォは死亡し、息子のテンジン・ナムゲルが王位を継承した。